# Palau dels Conservadors

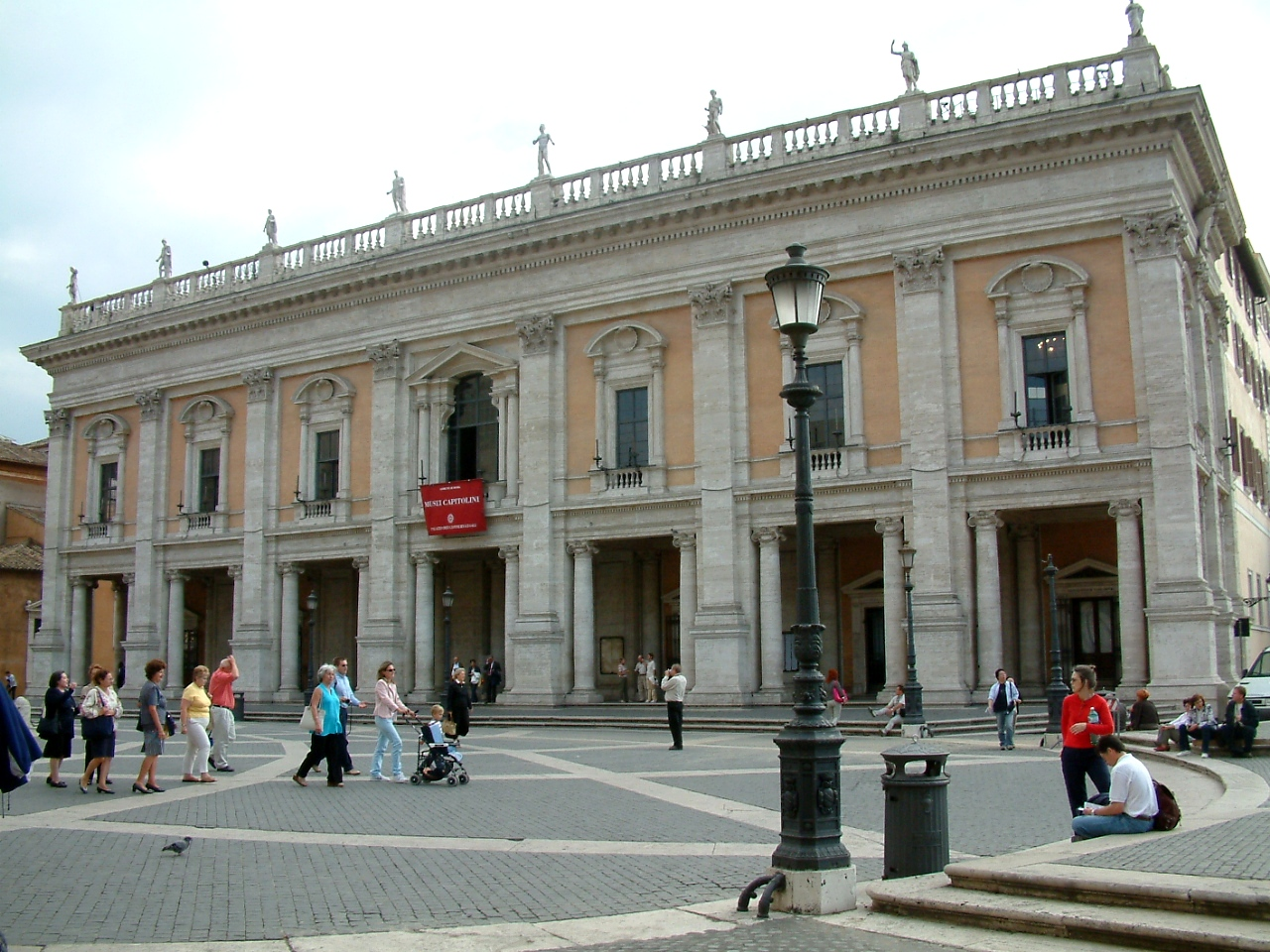
Palau dels Conservadors

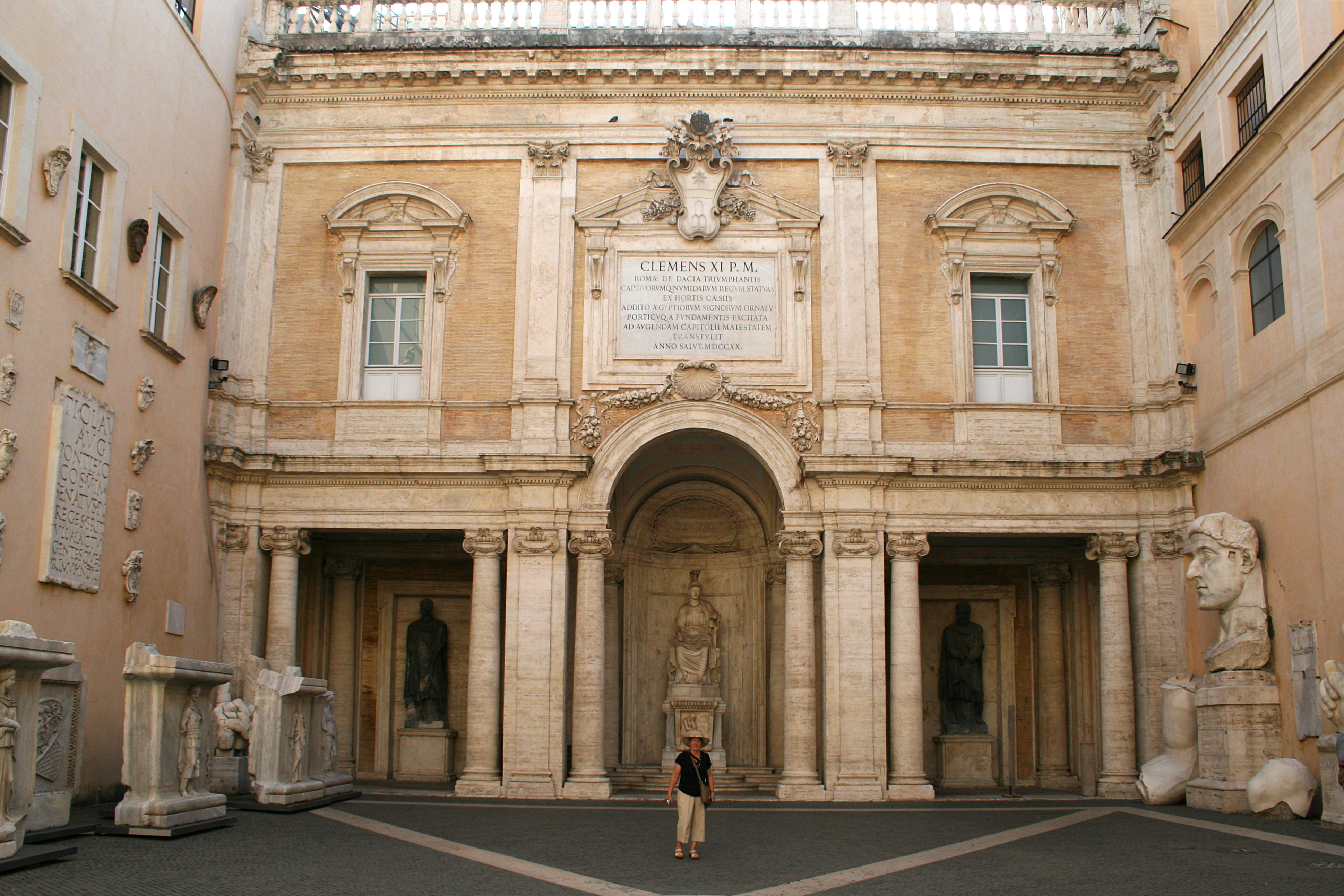
Pati del palau dels Conservadors

El palau dels Conservadors (en italià Palazzo dei Conservatori) està situat a la plaça del Capitoli de Roma, davant del palau Nou, amb el qual constitueix la seu expositiva dels Museus Capitolins; deu el nom al fet que era, a l'alta edat mitjana, la seu de la magistratura electiva de la ciutat, els Conservatori dell'Urbe, que juntament amb el Senat administraven la ciutat.
Miquel Àngel, a qui es va encarregar la tasca de reordenació de la plaça, hi va dissenyar una nova façana, que no va arribar a veure acabada, ja que va morir durant els treballs de remodelació. El seu projecte de redissenyar la façana medieval del palau va consistir a substituir el pòrtic per altes pilastres col·locades sobre grans pedestals i les petites finestres per una sèrie de finestres més grans, totes de les mateixes dimensions.
Les obres van continuar amb Guido Guidetti i les va acabar el 1568 Giacomo della Porta, que va seguir gairebé fidelment el disseny de Miquel Àngel, canviant-lo només per construir una sala més àmplia al primer pis i, consegüentment, també una finestra més gran, respecte a la resta de les presents a la façana del palau.